# Olga Baclanova
Pour les articles homonymes, voir Baklanova.
Olga Baclanova (en russe : Ольга Владимировна Бакланова, Olga Vladimirovna Baklanova), née le 19 août 1893 à Moscou et morte le 6 septembre 1974 à Vevey (Suisse), est une actrice russe, qui a effectué une carrière aux États-Unis dans les années 1920/1930. Elle est principalement connue pour le rôle de Cléopâtre qu'elle incarne dans le film de Tod Browning, La Monstrueuse Parade (Freaks, 1932).

## Biographie
Née à Moscou en Russie, Olga est la fille de Vladimir Baklanoff et de sa femme Alexandra, elle-même actrice dans les premiers films russes. Ils forment une famille nombreuse et aisée.
Elle étudie l'art dramatique à l'Institut Tcherniavski, avant d'intégrer le prestigieux théâtre d'art de Moscou dès son ouverture en 1912. Elle apparaît dans plusieurs films à partir de 1914 à l'insu des administrateurs du théâtre, et se produit au théâtre, qui compte Maria Ouspenskaïa à la même époque. Elle est amenée à voyager dans de nombreux pays.
Pendant la Révolution, son père est assassiné et la famille est confinée à une pièce de la maison. Baclanova se marie une première fois. Interprète du premier film de propagande soviétique, Pain /  Khleb (1918), elle reçoit la plus grande récompense accordée par le régime aux artistes en 1925. Son mentor, Vladimir Nemirovitch-Dantchenko, fonde alors un pôle musical et monte autour d'elle cinq productions à gros budgets. Elle prend des cours de danse et de chant avec ceux que l'époque et son pays ont produit de meilleurs.
Dans le courant des années 1920, Olga Baclanova débute sur scène sa carrière de comédienne aux États-Unis : alors qu'elle fait une tournée, jouant une religieuse dans The Miracle, elle décide de ne pas rentrer en Russie, se coupant de sa famille et de son jeune fils. Elle fait ensuite une figuration dans un film de Norma Talmadge, où Conrad Veidt la remarque et la demande pour L'Homme qui rit. Elle est l'actrice principale de Street of Sin (1928), commencé par Mauritz Stiller, mentor de Greta Garbo, et fini par Josef von Sternberg - où on peut voir à ses côtés la comédienne Fay Wray (qui se fera connaître quelques années plus tard avec son rôle dans King Kong) ; Baclanova éclipse le géant Emil Jannings qui la remplace par Ruth Chatterton dans Sins of the Fathers. Elle remporte un énorme succès dans Les Damnés de l'océan de Sternberg en 1928. Promue révélation, elle signe un contrat de cinq ans avec Paramount, qui exploite à la même époque Clara Bow et Louise Brooks.
Beaucoup de ces films ont disparu, dont Street of Sin.
L'arrivée du cinéma parlant va cependant ralentir sa carrière, à cause de son accent russe. Elle chante dans son premier film sonore mis en scène par Rowland V. Lee, comme dans les deux suivants qui essuient de lourds échecs. En 1929, elle rompt son contrat avec son manager et Paramount la « libère ». Le projet d'une vie de Beethoven en Grande-Bretagne tombe à l'eau. De retour en Amérique, elle est prise sous contrat par Fox puis MGM. Son rôle de la cruelle Cléopâtre dans La Monstrueuse Parade (1932), sans doute la plus mémorable de ses prestations, ne lui permet pas à l'époque de relancer sa carrière car le film de Tod Browning fait scandale et ne connaît qu’une diffusion restreinte, avant de disparaître. Il ne sera réhabilité que trente ans plus tard.
Alors même qu'elle est engagée sur deux films (Downstairs et Billion Dollar Scandal), Olga retourne sur scène pour jouer des succès comme Grand Hotel (pièce) et Twentieth Century... Elle quitte Los Angeles en 1933. L'année suivante, elle essuie un échec avec Mahogony Hall, puis elle joue à Londres Going Places. En 1938, elle a son émission de radio. Elle chante dans des clubs et des boites.
Olga continue de jouer sur scène jusqu'en 1948. Claudia sera son « chant du cygne » ; elle y interprète une chanteuse d'opéra — certainement son rôle le plus populaire qu'elle joue aussi dans l'adaptation à l'écran, son dernier rôle au cinéma en 1943. Après son retrait, elle vit discrètement et meurt en Suisse, après une longue maladie.
Olga Baclanova a été mariée à l'avocat Vlademar Zoppi de 1922 jusqu'au 23 février 1929. Ils eurent un fils. Elle a ensuite épousé l'acteur russe Nicolas Soussanine (1889-1975) du 5 mars 1929 jusqu'en 1939 (qui lui donnera également un fils), puis Richard Davis en 1939.

## Filmographie
- 1914 : Simfoniya lyubvi i smerti de Viktor Tourjansky d'après Pouchkine
- 1914 : Kogda zvuchat struny serdtsa de Boris Sushkevich
- 1915 : Velikiy Magaraz de Viktor Tourjansky
- 1915 :  Zagrobnaya skitalitsa de Viktor Tourjansky
- 1915 : Zhenshchina vampir de Viktor Tourjansky : rôle-titre
- 1915 : Po trupam k schastyu de Viktor Tourjansky
- 1915 : Lyubov pod maskoy de Viktor Tourjansky
- 1915 : La Fille de Nana (Nana i yo dotch) d'Aleksandr Ivanov-Gai
- 1916 : Tot, kto poluchaet poshchechiny de Aleksandr Ivanov-Gai et I. Schmidt : Consuella
- 1916 : Le Troisième Sexe (trety pol) d'Aleksandr Ivanov-Gai
- 1917 : Tsvety zapozdalye de Boris Sushkevich (court-métrage) :  Maruska
- 1918 : Khleb de Richard Boleslawski et Boris Sushkevich
- 1927 : The Dove avec Norma Talmadge (non créditée)
- 1928 : The Czarina's Secret de Roy William Neill (court-métrage) : La tsarine
- 1928 : Les Trois Coupables (Three Sinners) de Rowland V. Lee : Baronne Hilda Brings
- 1928 : L'Homme qui rit de Paul Leni : Duchesse Josiana
- 1928 : La Rue des péchés (Street of Sin) de Mauritz Stiller : Annie
- 1928 : Forgotten Faces de Victor Schertzingeravec William Powell : Lilly Harlow
- 1928 : La Femme disputée (The Woman Disputed) de Henry King et Sam Taylor (scènes supprimées) : Comtesse (remplacée par Gladys Brockwell)
- 1928 : Les Damnés de l'océan de Josef von Sternberg : Lou
- 1928 : Avalanche d'Otto Brower : Grace Stillwell
- 1929 : The Wolf of Wall Street de Rowland V. Lee : Olga
- 1929 : Le Démon des tropiques (A Dangerous Woman) de Gerald Grove et Rowland V. Lee : Tania Gregory
- 1929 : L'Homme que j'aime (The Man I Love) de William A. Wellman : Sonia Barondoff
- 1930 : Cheer Up and Smile de Sidney Lanfield : Yvonne
- 1930 : Are You There? de Hamilton MacFadden : Comtesse Helenka
- 1931 : Le Grand Amour (The Great Lover) de Harry Beaumont : Savarova
- 1932 : La Monstrueuse Parade (Freaks) de Tod Browning
- 1932 : Downstairs de Monta Bell : Baronne Eloise von Burgen
- 1933 : Billion Dollar Scandal de Harry Joe Brown : Anna aka GoGo
- 1935 : Telephone Blues de Milton Schwarzwald (court-métrage) : Olga Bacanova
- 1935 : The Singing Silhouette  de Joseph Henabery (court-métrage)
- 1936 : The Double Crossky  de Joseph Henabery (court-métrage) : La Chanteuse
- 1943 : Claudia de Edmund Goulding : Madame Daruschka